# Société Mokta El Hadid
La Compagnie des minerais de fer magnétique de Mokta El Hadid également connue sous le nom de la Compagnie de Mokta El Hadid, est une société métallurgique française fondée au milieu du XIXe siècle, et l'une des plus anciennes à avoir exploité des mines de fer en Algérie pendant la période  coloniale et a continué son activité durant un certain temps après l'indépendance du pays.

## Histoire

### Époque Bassano (1846-1862)
Le gisement de fer était connu de temps immémorial par les Algériens.  Dès 1846, un ancien directeur des Mines, Eugène de Bassano signa l'acte de propriété pour l'exploitation des mines de fer découvertes à Meboudja, entre Annaba et Aïn Mokra. Les usines et le haut-fourneau furent construits à l'Alaliq à 6 km au sud d'Annaba.
En 1858, Bassano fit construire un chemin de fer à voie étroite, le premier d'Afrique du Nord, suivi de la ligne Alger-Blida, en 1862. C'est le premier tronçon de la ligne de la Compagnie du chemin de fer Bône - Mokta - Saint Charles. La voie ferrée a 11 km de long et relie le gisement aux vieux quais du port fluvial de la Seybouse, mais en 1862, la Société Bassano fait faillite. Elle cèdera ses droits à la Compagnie Mokta El Hadid.

### Époque Talabot (1863-1885)
| \| Bône Béni Saf Boukhadra \| Localisation. |
| Bône Béni Saf Boukhadra                     |

En 1860, la ligne originelle de chemin de fer fut prolongée jusqu'à « Aïn Mokra » car Paulin Talabot avait acquis les droits d’exploitation de ce gisement de fer occupant environ 3000 ouvriers, majoritairement italiens, auquel avaient renoncé les précédents propriétaires en raison des difficultés d’extraction et de mise à quai du minerai vers les hauts-fourneaux d’Algérie (à Alélik) ou à l'étranger par bateau.
En 1863, Paulin Talabot avait créée la Compagnie des mines de la Grandcombe et des chemins de fer du Gard. En 1865, il demande au géologue Émilien Dumas, un Gardois de Sommières, d’estimer l’importance du gisement algérien, puis fonde la compagnie Mokta El Hadid, dont le nom veut dire « coupure du fer », pour désigner « le chemin ou le raccourci à travers le gisement de fer ». Elle passera sous le contrôle des groupes Mallet et Pont-à-Mousson et de la Banque Mirabaud.
En 1865, Eugène Schneider a trouvé un accord avec Paulin Talabot, président de la Compagnie de Mokta. L’arrivée massive en France des minerais algériens permet à l'usine Verdié de Firminy d'élaborer des rails en acier avec des fontes réalisées à partir de lits de fusion exclusivement composés par le minerai algérien, en vue de l’installation, au Creusot, de fours destinés à mettre en œuvre le procédé Martin. Il s'appuie sur les régénérateurs Siemens pour produire de l’acier à partir de l’affinage de la fonte, ou par recarburation du fer, ce qui nécessite des fontes exemptes de phosphore et de soufre, devenues plus disponibles et moins rares grâce à l’ouverture de la mine de Mokta-el-Hadid.
La société Mokta El Hadid estima que le port de la Seybouse n'était plus suffisant et édifia un nouveau quai prolongeant le débarcadère construit trois siècles plus tôt par les Turcs. En 1867, la ligne ferroviaire, désormais longue de 40 km, arrive jusqu'à la darse sud du port.
Lors d'une assemblée générale tenue en avril 1883, la Société Mokta El Hadid a voté l'acquisition des mines de plomb argentifère de Villefort et Vialas, en Lozère, en France, ainsi que de diverses installations situées dans la Lozère et dans le Gard. L'année 1884 voit la Société Mokta El Hadid afficher une légère plus-value, permise par le fonctionnement de l'usine de Vialas et Villefort, mais les frais de ces usines étaient cependant considérables.

### Époque Parran
Alphonse Parran, dauphin de Paulin Talabot et patron de la Compagnie jusqu'en 1901, lance l'extraction sur le gîte de Rar El Baroud, près de Béni-Saf, en 1879. Ensuite, il prit en 1881 des participations dans les mines de Krivoï-Rog en Russie (minerai de fer), puis en 1886 dans la Compagnie des phosphates et des chemins de fer de Gafsa, en Tunisie, en apportant les techniques d’exploitation de Mokta. Il a fait construire la ligne de chemins de fer Bône-Philippeville.

### XXesiècle
En 1917, la société Mokta El Hadid et la société des Hauts Fourneaux de Rouen s'entendent pour former une société anonyme pour l'exploitation du Bou Kadra, mais sans aboutir. Ce gisement passe sous le contrôle de la Société de l'Ouenza en 1925.
La Société Mokta el Hadid participa à la création de la Sacem au Maroc en 1929, juste après la création du Bureau de Recherches et de Participation Minières (BRPM), l'un des ancêtres du BRGM, par le fondateur de la CGG de Léon Migaux.
Avant l'Indépendance de l'Algérie, la Société Mokta El Hadid était la dix-huitième entreprise française par la capitalisation. En 1985, la société doit fermer la Mine de fer de Beni-Saf en raison de l'épuisement des réserves et débuter l’exploitation de la pouzzolane sur le même site.
En 1970, la société se regroupe avec Peñarroya et Le Nickel pour donner naissance à la holding Imétal. En 1980, Imetal a absorbé Mokta, qui est rebaptisée Compagnie française de Mokta (CFM), qui à cette époque détenait notamment des parts dans la Compagnie des mines d'uranium de Franceville. Depuis 1991, la Compagnie française de Mokta était une filiale à part entière de la Cogema, une société française active dans l'extraction et le traitement de l'uranium.

## Identité visuelle

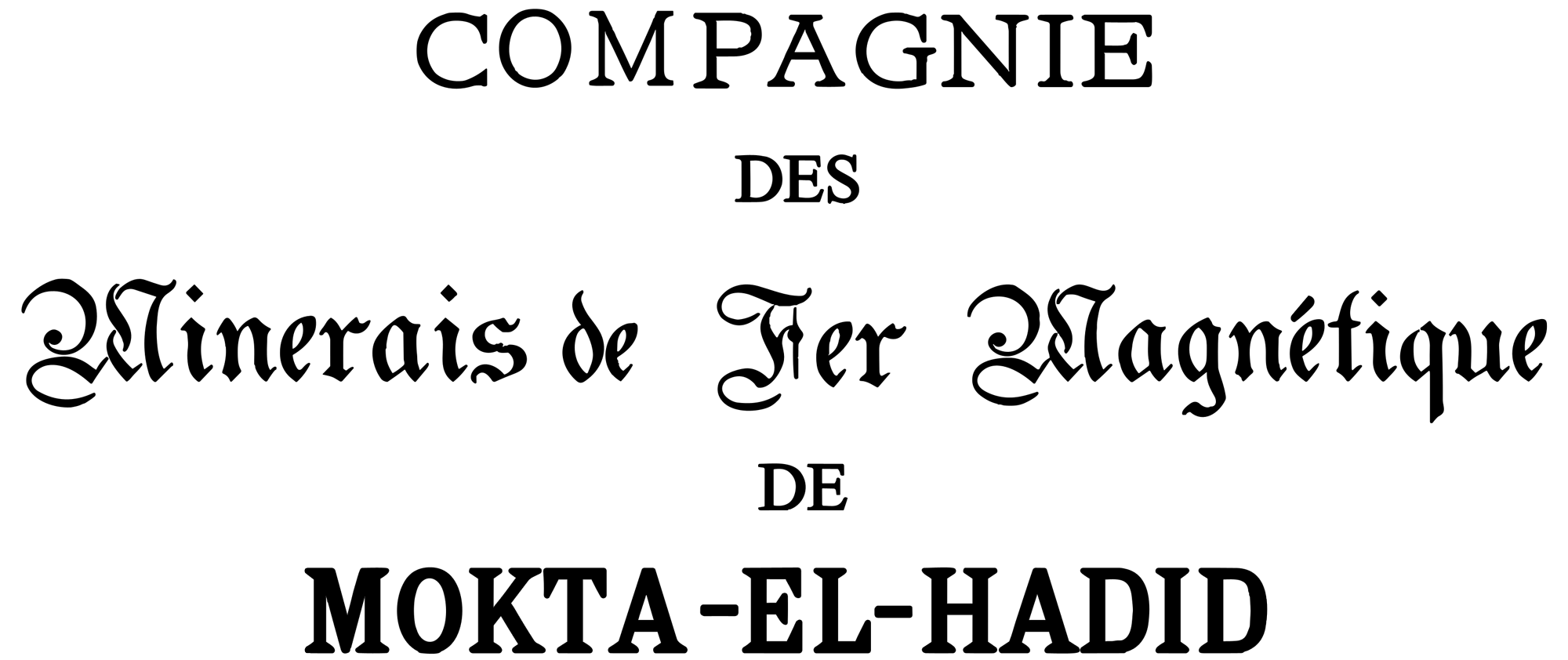
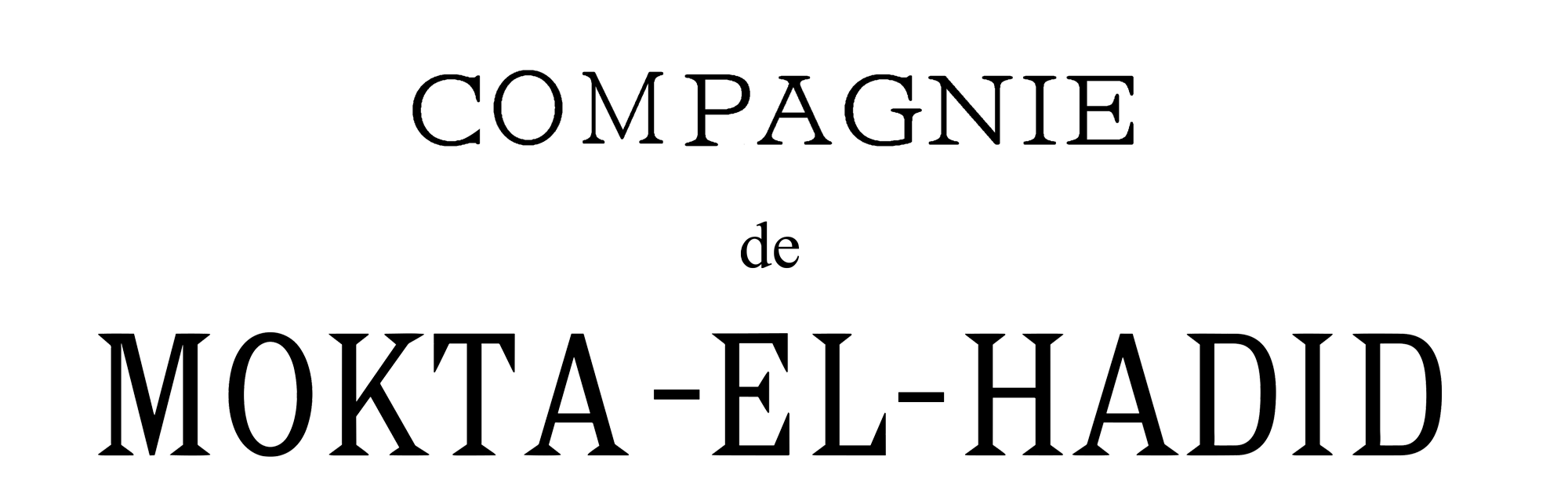
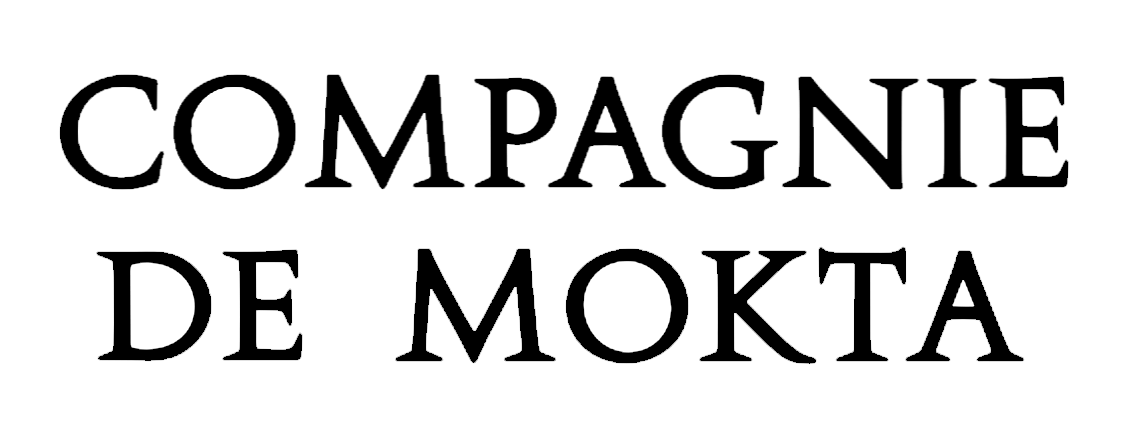